# ريتشارد لي الأول
ريتشارد لي الأول (بالإنجليزية: Richard Lee I) هو محامي أمريكي، ولد في 1617 في شروبشاير في المملكة المتحدة، وتوفي في 1664 في فرجينيا في الولايات المتحدة.